# Alexandru Cătălin Neagu
Alexandru Cătălin Neagu (sinh ngày 26 tháng 1 năm 1993) là một cầu thủ bóng đá người România hiện tại thi đấu ở vị trí tiền vệ cho Mioveni.
Neagu bắt đầu chơi bóng chuyên nghiệp cho FC Argeș Pitești; từ đó anh được chuyển đến Real Murcia, ở Segunda División.
Neagu khởi đầu sự nghiệp tại Liga I (România) thi đấu 2 năm cho Pandurii Târgu Jiu, nơi anh được cho mượn đến nhiều đội bóng khác nhau trước khi cuối cùng gia nhập CFR Cluj ngày 27 tháng 7 năm 2016.